# Damaeus longipes
Damaeus longipes är en kvalsterart som först beskrevs av Rainer Willmann 1940.  Damaeus longipes ingår i släktet Damaeus och familjen Damaeidae. Inga underarter finns listade i Catalogue of Life.